# Field goal (NBA)
Ten artykuł opisuje zagadnienie koszykarskie zgodne z normami NBA.
Zasady w ligach FIBA, NCAA lub innych mogą różnić się od tutaj przedstawionych.

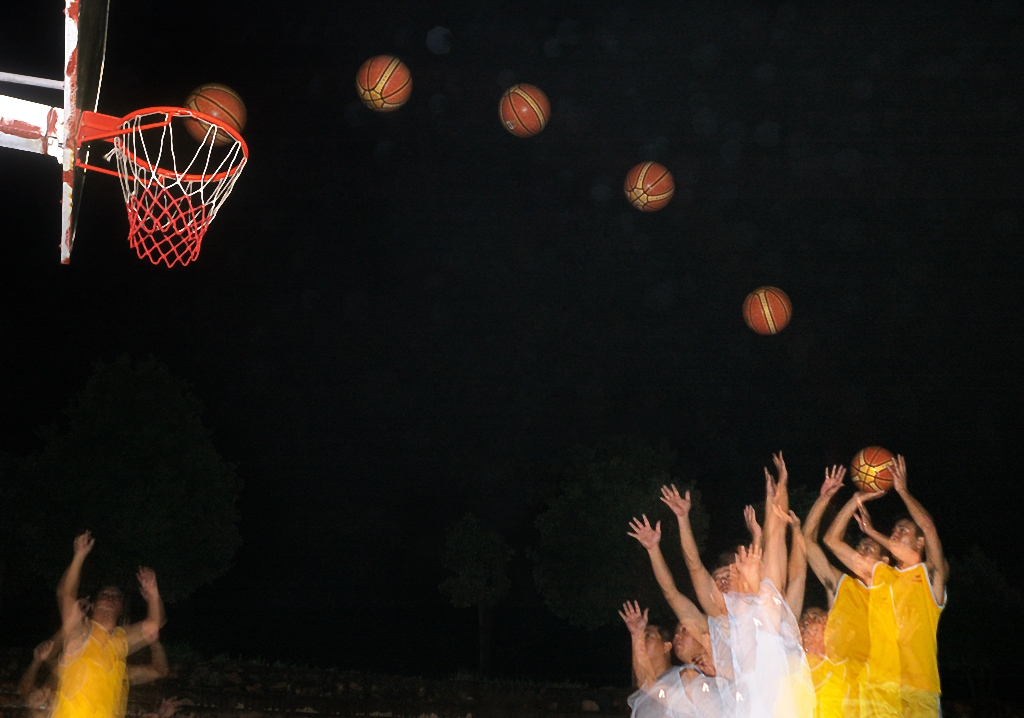

Field goal (rzut z gry) – w koszykówce NBA pojęcie definiujące wszystkie rzuty w koszykówce, z wyjątkiem rzutów wolnych. Rzut z gry może być warty 2 lub 3 punkty.

## Rzut samobójczy
Również rzut samobójczy jest zaliczany do rzutów typu field goal. Przypadkowy celny rzut do własnego kosza, powinien zostać doliczony do punktów drużyny przeciwnej i być przypisany zawodnikowi drużyny przeciwnej znajdującemu się najbliżej zawodnika, który wykonał przypadkowy rzut samobójczy.
Umyślny rzut samobójczy stanowi naruszenie przepisów. Karą jest wprowadzenie piłki przez drużynę przeciwną z wysokości przedłużenia linii rzutów wolnych.